# Ивановка (Осиковское сельское поселение)
Ивановка — село в Кантемировском районе Воронежской области России, находящееся от Осиковки в 8 км и в 35 км к востоку от Кантемировки.
Входит в состав Осиковского сельского поселения.

## География

### Улицы
- ул. Мира.

## История
Хутор возник в 1773 году и первоначально именовался Клубновка. В связи с переходом хутора во владения майора Ивана Куколевского, стал именоваться его именем.
По состоянию на 1995 год в селе был 41 двор и 110 жителей. 
В 2010 году в селе проживало 80 человек.